# Добролюбов, Николай Александрович
Никола́й Алекса́ндрович Добролю́бов (24 января (5 февраля) 1836, Нижний Новгород — 17 (29) ноября 1861, Санкт-Петербург) — русский литературный критик рубежа 1850-х и 1860-х годов, поэт, публицист. Представитель «революционной демократии». Самые известные псевдонимы -бов и Н. Лайбов, полным настоящим именем не подписывался.

## Биография
Родился в семье священника Нижегородской Никольской Верхнепосадской церкви Александра Ивановича Добролюбова (1812—6.08.1854), известного тем, что тайно обвенчал П. И. Мельникова-Печерского. Мать — Зинаида Васильевна, урождённая Покровская (1816—8.03.1854).

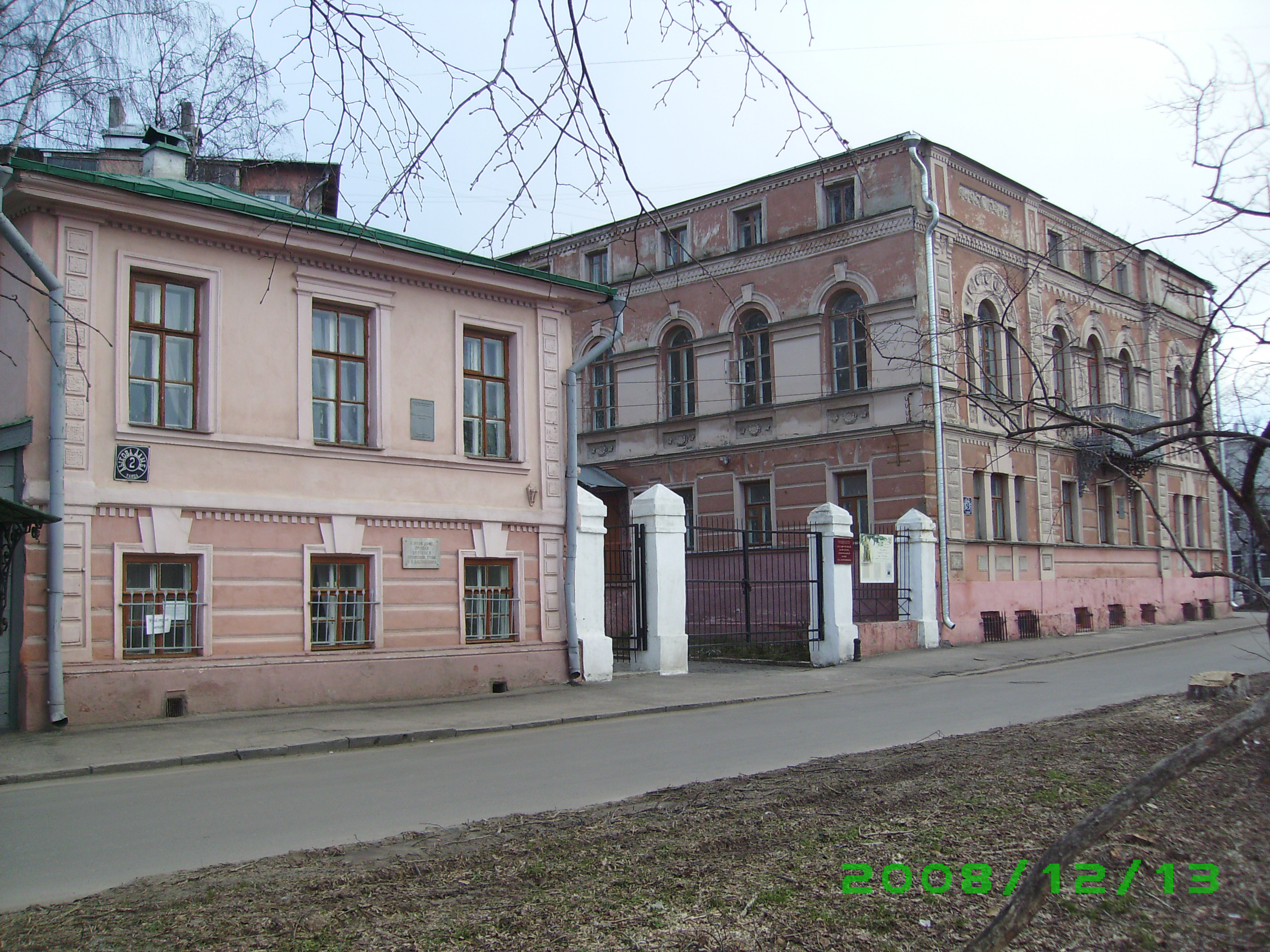
Доходный дом и флигель усадьбы Добролюбовых. Арх. Кизеветтер

С восьмилетнего возраста с ним занимался семинарист философского класса М. А. Костров, который впоследствии женился на сестре своего ученика. С детства много читал и писал стихи, так что в тринадцатилетнем возрасте переводил Горация.
Получив хорошую домашнюю подготовку, в 1847 году был принят сразу на последний курс четвёртого класса духовного училища. Затем учился в Нижегородской духовной семинарии (1848—1853). Среди характеристик, даваемых ему тогдашними наставниками: «Отличается тихостью, скромностью и послушанием», «усерден к богослужению и вёл себя примерно хорошо», «отличается неутомимостью в занятиях».

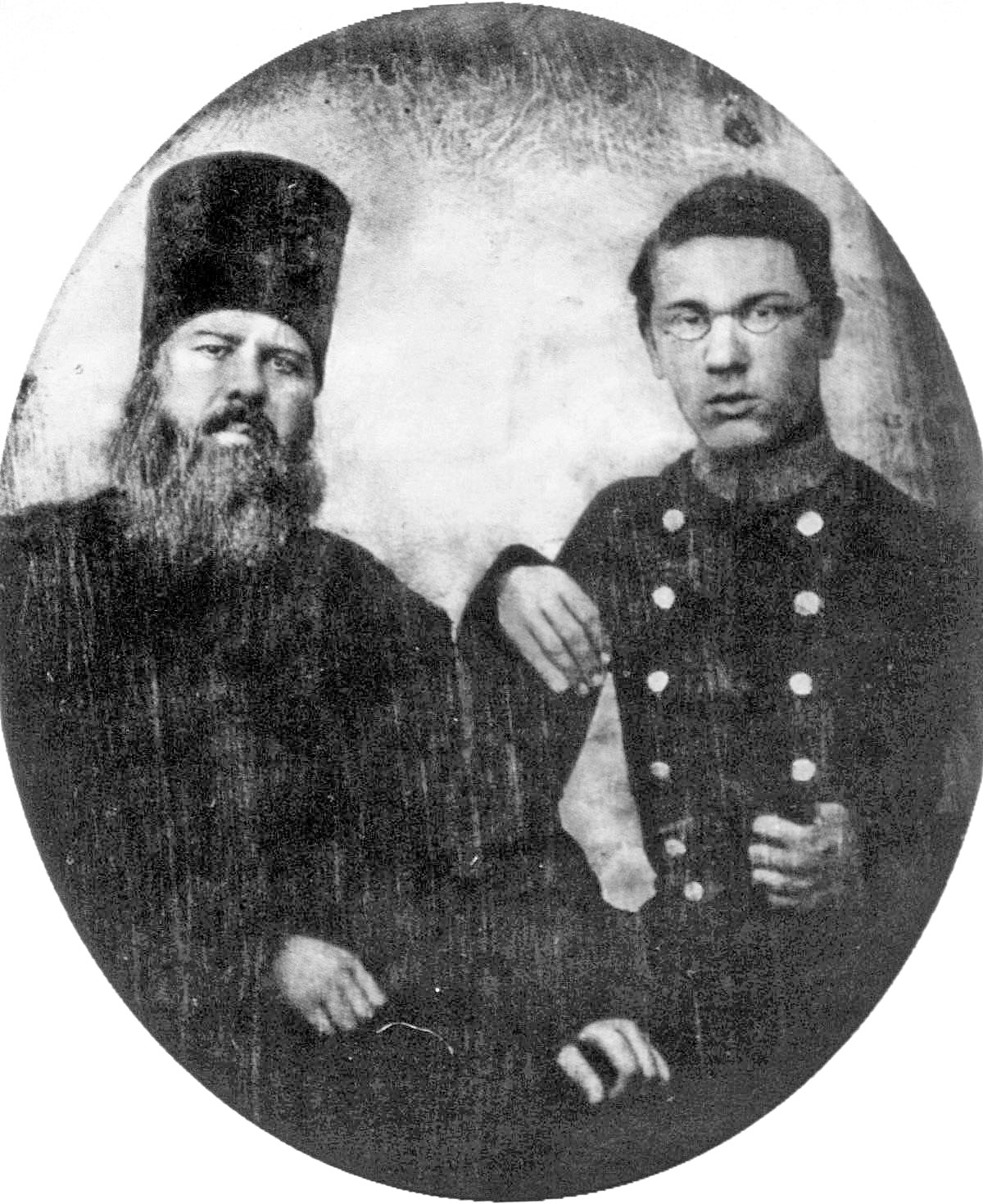
Николай Добролюбов с отцом. 1854 г. Фото И. Ф. Александровского.

А. Л. Катанский, учившийся в той же семинарии, вспоминал: «Добролюбов поражал нас своим видом очень благовоспитанного юноши, скромного, изящного, всегда хорошо одетого, с нежным, симпатичным лицом. Он был похож на красную девушку…» в 1853 году «он приехал в Петербург, не окончив полного семинарского курса, хотя его биографы и утверждают, будто он его окончил <…> Н. А. стремился собственно в университет, но этого не желал его отец, а потому он избрал СПб. академию. Приехав в С.-Петербург, <…> узнал, что одновременно (с 17 августа) производятся приёмные экзамены в Педагогический институт, <…> что институт есть высшее учебное заведение, не хуже университета, с полным казённым содержанием. Он и решился попробовать держать там экзамены. К ним он допущен был без документов. <…> По выдержании экзаменов в институт, начал он хлопотать о получении документов из академии». В институте в это время преподавало несколько выдающихся профессоров — Лоренц, Благовещенский, Срезневский.
В марте 1854 года умерла мать, в августе — отец. У Добролюбова произошёл духовный перелом, который он назвал «подвигом переделыванья» себя. В декабре 1854 года было написано его первое политическое стихотворение — «На 50-летний юбилей Н. И. Греча»; начались первые столкновения с администрацией института в лице директора И. И. Давыдова. С этого времени Добролюбов начал разделять радикальные антимонархические, антирелигиозные и антикрепостнические воззрения, что нашло отражение в его многочисленных «крамольных» сочинениях того времени — в стихах и прозе, в том числе в рукописных студенческих журналах: в 1855 году он начал выпускать нелегальную газету «Слухи», в которой помещал свои стихи и заметки революционного содержания.
В начале лета 1856 года произошло знакомство Добролюбова с Н. Г. Чернышевским; 24 июля 1856 года была напечатана его первая статья в «Санкт-Петербургских ведомостях» за подписью Николай Александрович; затем в «Современнике» появилась его статья «Собеседник любителей российского слова». С 1857 года руководил критико-библиографическим отделом «Современника», с 1859 вёл сатирический отдел «Свисток».
В 1857 году Н. А. Добролюбов блестяще окончил институт, но за вольнодумство его лишили золотой медали. Некоторое время он был домашним наставником у князя Куракина; в 1858 году стал репетитором по русской словесности во 2-м кадетском корпусе.
В мае 1860 года он выехал за границу для лечения обострившегося туберкулёза; жил в Швейцарии, Германии, Франции, Италии. В июле 1861 года вернулся на родину безнадёжно больным.

## Смерть

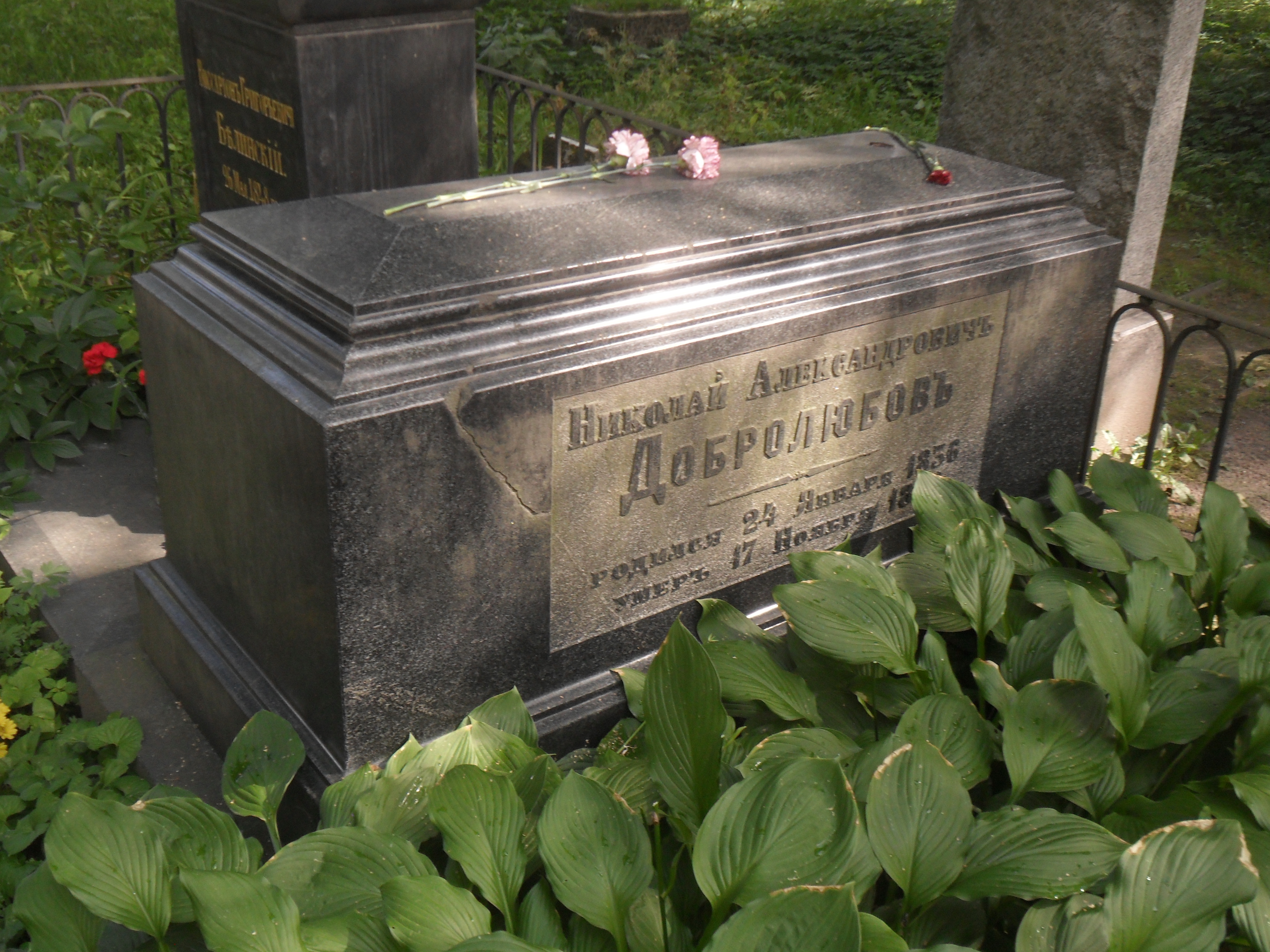
Могила Добролюбова на Литераторских мостках на Волковском кладбище.

Умер от туберкулёза в 25 лет, за год до смерти лечился за границей и много ездил по Европе. Незадолго до смерти попросил снять себе новую квартиру, чтобы не оставлять после собственной кончины неприятный осадок в домах своих знакомых. До самой последней минуты был в сознании. В соседней комнате безвыходно сидел Н. Г. Чернышевский.
По воспоминаниям А. Я. Панаевой, за несколько дней до смерти Н. А. Добролюбов произнёс: «Умирать с сознанием, что не успел ничего сделать… ничего! Как зло насмеялась надо мной судьба! Пусть бы раньше послала мне смерть!.. Хоть бы ещё года два продлилась моя жизнь, я успел бы сделать хоть что-нибудь полезное… теперь ничего, ничего!»
Н. А. Добролюбов похоронен на Волковском кладбище рядом с могилой Виссариона Белинского. Позднее часть кладбища вокруг их захоронений стала популярным местом упокоения других русских писателей и литературных критиков, получив название «Литераторские мостки» и в настоящее время став одним из самых престижных в Санкт-Петербурге мест захоронения выдающихся деятелей науки и культуры.
Он оставил как завещание такие горькие стихи:

Пускай умру — печали мало,
Одно страшит мой ум больной:
Чтобы и смерть не разыграла
Обидной шутки надо мной.
Чтоб всё, чего желал так жадно
И так напрасно я живой,
Не улыбнулось мне отрадно
Над гробовой моей доской."

## Публицистика

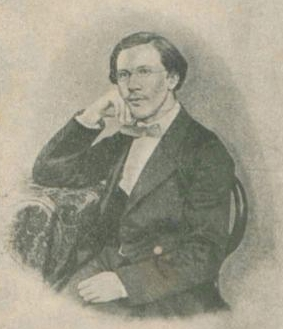
Н. А. Добролюбов. 1857 год.

Короткая жизнь Добролюбова сопровождалась большой литературной активностью. Он много и легко писал (по воспоминаниям современников, по заранее заготовленному логическому конспекту в виде длинной ленты, намотанной на палец левой руки), печатался в журнале Н. А. Некрасова «Современник» с рядом исторических и особенно литературно-критических работ; ближайшим его сотрудником и единомышленником был Н. Г. Чернышевский. За один 1858 год он напечатал 75 статей и рецензий.
Некоторые произведения Добролюбова (как принципиально нелегальные, особенно направленные против Николая I, так и предназначенные для печати, но не пропущенные цензурой вообще или в авторской редакции) остались не напечатанными при жизни.
Сочинения Добролюбова, печатавшиеся под видом чисто литературных «критик», рецензий на естественнонаучные сочинения или политических обозрений из иностранной жизни (эзопов язык), содержали в себе острые общественно-политические высказывания. По оценке Дмитрия Святополка-Мирского

Хотя всё, что он писал, посвящено художественной литературе, считать это литературной критикой было бы крайне несправедливо. Правда, у Добролюбова были зачатки понимания литературы, и выбор вещей, которые он соглашался использовать в качестве текстов для своих проповедей, был, в общем, удачен, но он никогда и не пытался обсуждать их литературную сторону: он пользовался ими только как картами или фотографиями современной русской жизни, как предлогом для социальной проповеди.

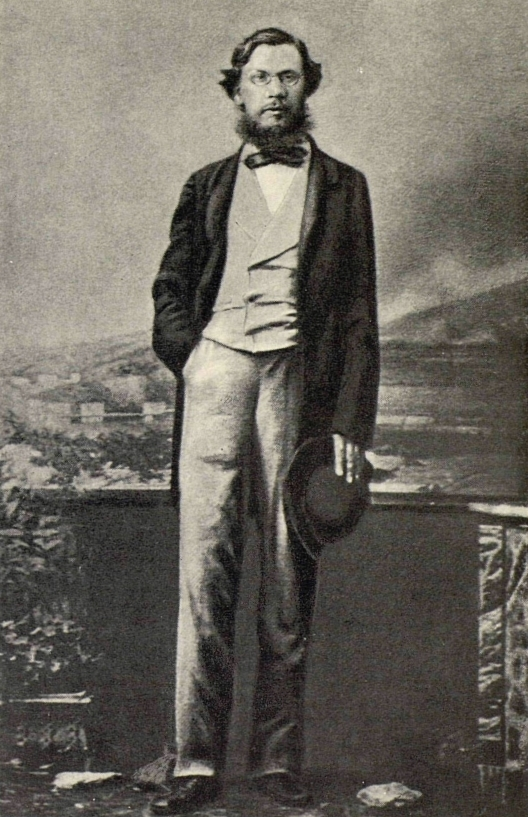
Н. А. Добролюбов в Неаполе. Май 1861 года

Например, рецензия на роман Тургенева «Накануне» под названием «Когда же придёт настоящий день?» содержала минимально прикрытые призывы к социальной революции. Его статьи «Что такое обломовщина?» о романе Гончарова «Обломов» и «Луч света в тёмном царстве» о пьесе Островского «Гроза» стали образцом демократически-реалистического толкования литературы (сам термин реализм как обозначение художественного стиля первым употребил Добролюбов — статья «О степени участия народности в развитии русской литературы»), а в СССР и России были включены в школьную программу. Трактуя произведения прежде всего с социальной стороны и не раз декларируя отрицание «искусства для искусства» и подвергая чистых лириков уничтожающей критике, Добролюбов нередко всё же высоко ценил с эстетической точки зрения стихи авторов, не близких ему политически (Юлии Жадовской, Якова Полонского). Предсмертная поездка в Европу несколько смягчила политический радикализм Добролюбова, привела к отказу от идеи немедленной революции и необходимости поиска новых путей.

## Философия
В ряде статей проявились и философские взгляды Добролюбова. В центре его системы — человек, являющийся последней ступенью эволюции материального мира и гармонически связанный с природой. Он считал равенство людей «естественным состоянием» человеческой природы (влияние руссоизма), а угнетение — следствием ненормального устройства, которое должно быть уничтожено. Утверждал отсутствие априорных истин и материальное происхождение всех идей, рождающихся в сознании человека, из внешнего опыта (материализм, эмпиризм), выступал за постижение материальных начал мира и распространение научных знаний. Как и Чернышевский, выступал за разумный эгоизм.

## Поэзия
Добролюбов был также поэтом-сатириком, остроумным пародистом, душой выходившего при «Современнике» литературного приложения «Свисток». В нём Добролюбов-поэт выступал под тремя пародийными масками — «обличителя» Конрада Лилиеншвагера, австрийского «патриота» Якова Хама и «восторженного лирика» Аполлона Капелькина (маски метили прежде всего в Розенгейма, Хомякова и Майкова соответственно, но носили и более общий характер). Добролюбов писал и серьёзные стихи (наиболее известно «Милый друг, я умираю…»), переводил Гейне.

## Педагогические идеи
Педагогические взгляды Добролюбова схожи во многом со взглядами Н. Г. Чернышевского.
Критика существующей системы воспитания. Был против воспитания покорности, слепого повиновения, подавления личности, угодничества. Критиковал действующую систему воспитания, которая убивает в детях «внутреннего человека», от чего ребёнок вырастает неподготовленным к жизни.
Добролюбов считал невозможной подлинную реформу образовательной системы без коренной перестройки всей общественной жизни в России, полагая, что в новом обществе появится и новый учитель, бережно охраняющий в воспитаннике достоинство человеческой природы, обладающий высокими нравственными убеждениями, всесторонне развитый.
Критиковал и теорию «свободного воспитания» Л. Н. Толстого.
Задачи воспитания. Воспитание патриота и высокоидейного человека, гражданина со стойкими убеждениями, всесторонне развитого человека. Развивать принципиальность, правильно и возможно более полно развивать «личную самостоятельность ребёнка и всех духовных сил его натуры»; — воспитывать единство мыслей, слов, действий.
Содержание и методы образования. Выступал против ранней специализации и за общее образование в качестве предпосылки специального образования. Важен принцип наглядности обучения, формулирование выводов после разбора суждений. Воспитание через труд, так как труд является основой нравственности. Религия должна быть изгнана из школы. Женщина должна получить равное с мужчинами образование.
О школьных учебниках и детских книгах. Учебники, говорил Добролюбов, настолько несовершенны, что лишают всякой возможности серьёзно учиться. В одних учебниках даётся материал в заведомо ложном, извращённом виде; в других, если не сообщается злонамеренно ложь, то много частных, мелких фактов, имён и названий, не имеющих сколько-нибудь существенного значения в изучении данного предмета и заслоняющих главное и основное. Учебники должны создавать у учащихся правильные представления о явлениях природы и общества, говорил Добролюбов. Нельзя допускать упрощенчества и тем более вульгаризации в изложении фактов, описании предметов и явлений, оно должно быть точным и правдивым, а материал учебника излагаться простым, ясным, понятным детям языком. Определения, правила, законы в учебнике должны даваться на основе научно достоверного материала.
Не лучше, по его заключению, обстояло дело и с детскими книгами для чтения. Фантазия, лишённая реальной основы, приторное морализирование, бедность языка — таковы характерные черты книг, предназначаемых для детского чтения. Добролюбов считал, что истинно полезными детскими книгами могут быть только такие, которые одновременно охватывают всё существо человека. Детская книга, по его мнению, должна увлекать воображение ребёнка в надлежащем направлении. В то же время книга должна давать пищу мышлению, будить любознательность ребёнка, знакомить его с действительным миром и, наконец, укреплять в нём нравственное чувство, не искажая его правилами искусственной морали.
Дисциплина. Выступал против применения средств, унижающих человеческое достоинство. Средством поддержания дисциплины считал заботливое отношение учителя к ученику, пример учителя. Решительно осуждал физические наказания. Выступал против непоследовательности Н. И. Пирогова в применении физических наказаний.
Взгляды на деятельность учителя. Выступал против унизительного материально-правового положения учителя. Стоял за то, чтобы учитель был сторонником передовых идей своего времени.
Большое значение придавал убеждениям и нравственному облику учителя. Учитель должен быть образцом для детей, иметь ясные «понятия об искусстве обучения и воспитания». Учитель должен отличаться ясностью, твёрдостью, непогрешимостью убеждений, чрезвычайно высоким всесторонним развитием.
Педагогические труды.
- «О значении авторитета в воспитании» (1853—1858)
- «Основные законы воспитания» (1859)
- «Очерк направления иезуитского ордена, особенно в приложении к воспитанию и обучению юношества» (1857)
- «Всероссийские иллюзии, разрушаемые розгами» (1860—1861)
- «Учитель должен служить идеалом…»

Вклад в развитие педагогики. Добролюбов и Чернышевский разработали учение о содержании и методике учебной и воспитательной работы, о сущности педагогической сознательной дисциплины, воспитании самостоятельной мысли учащихся. Добролюбов сформулировал основные направления нового типа воспитания, которое было призвано противостоять официальной педагогике, нивелирующей своеобразие личности.

## Апологетика и критика творчества Добролюбова
Добролюбов был похоронен на Волковском кладбище рядом с Виссарионом Белинским; именно с появления его могилы начали складываться Литераторские мостки. Личность Добролюбова (наряду с Белинским и другим рано погибшим критиком-шестидесятником, Писаревым) стала знаменем революционного движения 1860-х и последующих годов (начиная с первой биографии Добролюбова, написанной Чернышевским), а позже была окружена официальным почитанием в СССР.
С другой стороны, некоторые именитые современники подвергали критике его философский подход. Так, А. И. Герцен видел в нём революционного фанатика. Ф. М. Достоевский обвинял Добролюбова в пренебрежении общечеловеческим значением искусства в пользу социального. Напротив, Писарев с крайне левых позиций критиковал Добролюбова за излишнее увлечение эстетикой. Впрочем, все они признавали его талант как публициста.
«Светлой памяти Николая Добролюбова» Некрасов посвятил следующие строчки (в них очевидна мифологизация образа героя, например, вводится характерная идея аскезы и отвержения мирской любви во имя любви к Родине, в то время как реальный Добролюбов отнюдь не «хранил чистоту» и три года, в 1856—1859 гг., жил с «падшей женщиной» Терезой Карловной Грюнвальд, которой посвящал стихи):

Суров ты был; ты в молодые годы
Умел рассудку страсти подчинять,
Учил ты жить для славы, для свободы,
Но более учил ты умирать.
Сознательно мирские наслажденья
Ты отвергал, ты чистоту хранил,
Ты жажде сердца не дал утоленья;
Как женщину, ты родину любил,
Свои труды, надежды, помышленья
Ты отдал ей; ты честные сердца
Ей покорял. Взывая к жизни новой,
И светлый рай, и перлы для венца
Готовил ты любовнице суровой,
Но слишком рано твой ударил час,
И вещее перо из рук упало.
Какой светильник разума угас!
Какое сердце биться перестало!
Года минули, страсти улеглись,
И высоко вознесся ты над нами…
Плачь, русская земля! но и гордись -
С тех пор, как ты стоишь под небесами,
Такого сына не рождала ты,
И в недра не брала свои обратно:
Сокровища душевной красоты
Совмещены в нём были благодатно…
Природа-мать! когда б таких людей
Ты иногда не посылала миру,
Заглохла б нива жизни…

## Музеи, памятники, названия в честь Добролюбова

Памятник Н. А. Добролюбову. Нижний Новгород

В Нижнем Новгороде расположен единственный музей известного критика (); включает историко-литературную экспозицию в бывшем доходном доме семьи Добролюбовых, а также дом-музей во флигеле усадьбы Добролюбовых, где прошли детские и юношеские годы критика.
Памятники писателю установлены в следующих городах:
- Санкт-Петербург — на пересечении Большого проспекта ПС и Рыбацкой улицы. Установлен в 1959 году, авторы — архитектор С. Б. Сперанский и скульптор В. А. Синайский.
- Нижний Новгород — на Большой Покровской, скульптор П. И. Гусев.

Также в Петрограде в 1918 году у Тучкова моста был установлен памятник работы скульптора Карла Зале — он не сохранился, так как был сделан из непрочного материала.
В честь писателя названы:
- Архангельская областная научная библиотека;
- Московская библиотека № 3 имени Н. А. Добролюбова
- Нижегородский государственный лингвистический университет носит имя Н. А. Добролюбова (имя присвоено Постановлением Правительства СССР в 1961 году);
- улицы во многих населённых пунктах бывшего СССР (см. список), переулки в Николаеве (Украина), Никополе, Перми, Екатеринбурге, Иркутске, Полтаве (Украина), Коростене, Томске, Махачкале, Добролюбовский переулок в Таганроге, проспект в Санкт-Петербурге, Улица Добролюбова в Коломне и Витебске (Беларусь), Орле (наименована 24.08.1938 года)[16].
- На улице Добролюбова, в Москве, находится общежитие студентов Литературного института им. А. М. Горького.

### В филателии

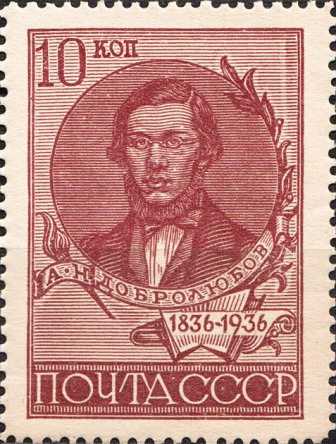
Почтовая марка, 1936 год. «100-летие со дня рождения Н. А. Добролюбова»: портрет Н. А. Добролюбова (на марках ошибочно указаны инициалы А. Н.)
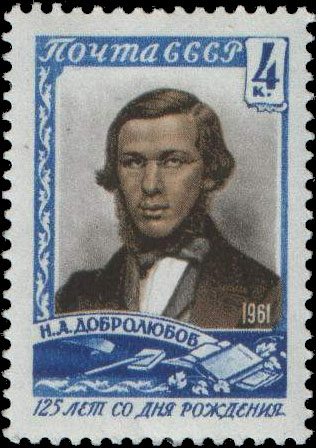
Почтовая марка, 1961 год. «125-летие со дня рождения Н. А. Добролюбова»: портрет Н. А. Добролюбова